# Harper Valley P.T.A.
Harper Valley P.T.A. ist ein von Tom T. Hall geschriebener Song, der 1968 in der Fassung von Jeannie C. Riley zu einem der größten Crossover-Erfolge der Pop- und Country-Musikgeschichte wurde. Das Stück erzählt von einer Begegnung zwischen einer alleinerziehenden Witwe und dem Elternbeirat der Schule ihres Kindes, deren Mitglieder ihren Umgang mit Männern kritisieren und die am Ende selber bloßgestellt werden.

## Entstehungsgeschichte

Margie Singleton – Harper Valley P.T.A.

Country-Sängerin Margie Singleton war die geschiedene Ehefrau des Plattenproduzenten Shelby Singleton und hatte bereits seit 1957 Country-Platten veröffentlicht. Sie bat den Produzenten und Komponisten Tom T. Hall um einen Song, der an Ode to Billie Joe angelehnt sein sollte. Als Hall an der Grundschule Harpeth Valley Elementary School in Bellevue, Tennessee vorbeifuhr, merkte er sich den Namen und schrieb den Song über die alleinerziehende Mutter im Juli 1968.
Dem Autor Fred Bronson zufolge handelt es sich um eine tatsächliche Konfrontation zwischen der „sittlich einwandfreien“ P.T.A. und einer „auffälligen“ Mutter. Die Abkürzung P.T.A. steht für Parent Teacher Association, einen Elternbeirat, der insbesondere in kleinen Ortschaften der USA die Schulbedingungen und die Kommunikation zwischen Eltern und Lehrern verbessern helfen soll. Margie Singleton nahm den Song Anfang Juli 1968 in Nashville als Single (Ashley #5000) auf. Er erschien auch auf der LP Margie Singleton’s Harper Valley P.T.A. (Pickwick SPC 3133), veröffentlicht im August 1968.

## Erfolgreiche Coverversion

Jeannie C. Riley – Harper Valley P.T.A.

Shelby Singleton erfuhr von der Single seiner Ex-Frau und sicherte sich die Rechte für Rileys Coverversion, die zunächst auf dem „Little Darlin‘“-Label von Aubrey Mayhew erscheinen sollte. Singleton buchte für den 26. Juli 1968 in den Columbia Recording Studios in Nashville einen Aufnahmetermin für Riley und eine weitere Sängerin namens Royce Clark; Singleton war sich nicht sicher, ob die stimmlichen Fähigkeiten von Riley ausreichen würden. Es entstanden Harper Valley P.T.A. / Yesterday and All Day Long Today, produziert von Shelby Singleton und gesungen von Jeannie C. Riley. Der befreundete Produzent Jerry Kennedy spielte während der spärlich instrumentierten Aufnahmesession Dobro. Am Tag danach ging Singleton mit dem Masterband zu dem einflussreichen Radio-DJ Ralph Emery von WSM in Nashville, der die A-Seite auf Wunsch der Hörer mehrfach spielte.
Als dritte Single des jungen Labels wurden die Titel im August 1968 als Plantation # PL3 vermarktet. Jeannie C. Riley glaubte zu jener Zeit noch, der Song sei nicht genug „country“, um sie als Country-Sängerin zu etablieren. Bereits zwei Wochen nach Veröffentlichung waren 1,75 Millionen Exemplare verkauft, allein in den USA wurden es insgesamt vier Millionen, weltweit über sechs Millionen Stück. Der Song gelangte zunächst am 24. August 1968 in die Pop-Hitparade, wo er für eine Woche auf Rang eins blieb. Am 31. August 1968 kam er auch in die Country-Charts, die ihn für drei Wochen auf dem ersten Platz notierten. Damit war er der erfolgreichste Crossover-Hit jener Zeit. Riley war gleichzeitig die erste Frau, die mit demselben Lied sowohl die Hitparade der Country- als auch die der Popmusik anführte. Der Song brachte einen BMI-Award ein. Außerdem wurde der Titel mit einem Grammy ausgezeichnet.
Riley wurde geprägt durch diesen Song, denn alle wollten sie in diesem selbstbewussten Image sehen, das der Song beschrieb und das sie ablehnte. Der plötzliche Ruhm wirkte sich auf ihre Ehe aus, und sie wurde 1970 von Mickey Riley geschieden. Jeannie C. Riley benannte auch ihre 1980 erschienene Autobiografie From Harper Valley to the Mountain Top.

## Text
Der Text folgt dem Bibelzitat „Richtet nicht, auf dass ihr nicht gerichtet werdet“ (Matthäus 7, 1). Die Tochter der alleinerziehenden Witwe Stella Johnson besucht die Junior High (Mittelstufe) in Harper Valley, wo konservative Verhaltensstandards gelten. Die Tochter bringt einen vom Elternbeirat verfassten Brief nach Hause, in dem der Mutter vorgeworfen wird, zu kurze Röcke zu tragen und sich betrunken mit Männern abzugeben.
Die Mutter benutzt daraufhin ein Elterntreffen, um ihrerseits andere Eltern anzuprangern. Bobby Taylor habe sie siebenmal um eine Verabredung ersucht und seine Frau benötige viel Eis, wenn ihr Mann fort ist; Mr. Baker könne bestimmt erklären, warum seine Sekretärin den Ort verlassen musste; Witwe Jones solle ihre Vorhänge besser stets geschlossen halten; Mr. Harper könne jetzt nicht dabei sein, weil er gestern wieder zu lange in der Kneipe gewesen sei, und Shirley Thompson rieche wieder nach Gin. Am Schluss kommt dann die Tochter zu Wort: „… das war der Tag, an dem meine Mama es dem Elternbeirat gezeigt hat“ – unterlegt mit einem finalen Crescendo. Der Song zitiert auch die damals beliebte Daily Soap Peyton Place, in der ähnliche Heimlichkeiten offenbart wurden.

## Fortsetzung, Coverversionen und Verfilmungen
Nach dem Erfolg von Harper Valley P.T.A. schrieb Hall im November 1968 einen aus zwei Teilen bestehenden Nachfolge-Song, The Continuing Story of Harper Valley P.T.A., der von Country-Sänger Dee Mullins aufgenommen wurde.
Harper Valley P.T.A. wurde auch danach häufig gecovert, die bekannteste Version stammt von Dolly Parton. Weitere Fassungen nahmen Loretta Lynn, Billie Jo Spears, Martina McBride, Dottie West und Billy Ray Cyrus auf.
Das Stück war auch die Vorlage für einen Fernsehfilm, den NBC im Februar 1980 ausstrahlte. Im Januar 1981 fand die Premiere zum gleichnamigen Kinofilm statt. In beiden Werken spielte Barbara Eden die Hauptperson des Liedes, Stella Johnson.